# تيد تيري
تيد تيري (بالإنجليزية: Ted Terry)‏ هو لاعب كرة قدم أسترالية أسترالي، ولد في 4 يونيو 1904 في لاونسستون في أستراليا، وتوفي بنفس المكان في 5 مارس 1967.

## وصلات خارجية
- تيد تيري على موقع AustralianFootball.com (الإنجليزية)
- تيد تيري على موقع AFLtables.com (الإنجليزية)